# Hannes Maurer
Hannes Maurer (* 1983 in Berlin) ist ein deutscher Synchronregisseur, Synchronsprecher, Hörspielsprecher und ehemaliger Schauspieler, der vor allem Rollen in Animationsfilmen spricht.

## Biographie
Der gebürtige Berliner sprach seine ersten Rollen im Alter von 10 Jahren. Bekannt ist er dennoch hauptsächlich durch seine Stimme, die in vielen Kino-, Fernseh- und Hörspielproduktionen zu vernehmen ist. So war er unter anderem in den Kinoproduktionen Free Willy 2 – Freiheit in Gefahr, Blues Brothers 2000, Mars Attacks!, Coraline oder Gomorrha – Reise in das Reich der Camorra zu hören. In letzterem Film synchronisierte er die Rolle von Ciro (gespielt von Ciro Petrone) und wurde für diese im Jahr 2009 für den Deutschen Preis für Synchron nominiert. Aufgrund seiner hohen Stimme synchronisierte er hauptsächlich jüngere männliche Rollen, wie sie in Animationsfilmen häufig vorkommen. So sprach er beispielsweise Steve Smith in American Dad, Timmy in Cosmo und Wanda – Wenn Elfen helfen und Spike in der My-Little-Pony-Fernsehserie. Aufgrund einer Synchronpause und einer Weltreise mussten ab 2015 einige Serien- und Filmrollen durch andere Synchronsprecher wie Christian Zeiger, Dirk Petrick und Michael Wiesner ersetzt werden.

## Synchronrollen (Auswahl)
Christopher Mintz-Plasse
- 2008: Vorbilder?! als Augie Farks
- 2010: Drachenzähmen leicht gemacht, als Fischbein
- 2010: Kick-Ass, als Christopher „Chris“ D’Amico / Red Mist
- 2011: Drachen – Ein Geschenk von Nachtschatten, als Fischbein
- 2011: Fright Night, als Ed Thompson
- 2012: ParaNorman, als Alvin
- 2012: Pitch Perfect, als Tommy
- 2013: Kick-Ass 2, als Christopher „Chris“ D’Amico / The Mother Fucker
- 2013: Movie 43, als Mikey
- 2013–2015: DreamWorks Dragons (Fernsehserie), als Fischbein (Staffel 1–3)
- 2014: Drachenzähmen leicht gemacht 2, als Fischbein
- 2019: Drachenzähmen leicht gemacht 3: Die geheime Welt, als Fischbein

Megumi Ogata
- 2005: Neon Genesis Evangelion, als Shinji Ikari
- 2005: Neon Genesis Evangelion: Death & Rebirth, als Shinji Ikari
- 2005: Neon Genesis Evangelion: The End of Evangelion, als Shinji Ikari
- 2008: Evangelion: 1.11 – You Are (Not) Alone., als Shinji Ikari
- 2010: Evangelion: 2.22 – You Can (Not) Advance., als Shinji Ikari
- 2013: Evangelion: 3.33 – You Can (Not) Redo., als Shinji Ikari
- 2021: Evangelion: 3.0+1.01 – Thrice Upon a Time, als Shinji Ikari

### Filme
- 1993: Vier Dinos in New York, als Buster
- 1995: Free Willy 2 – Freiheit in Gefahr, als Elvis
- 1996: Mars Attacks!, als Neville Williams
- 1998: Blues Brothers 2000, als Buster Blues
- 2001: Harry Potter und der Stein der Weisen, als Lee Jordan (Luke Youngblood)
- 2001: Digimon – Der Film, als Izzy
- 2003: Freddy vs. Jason, als Linderman
- 2003: Es war einmal in Amerika, als junger David „Noodles“ Aaronson
- 2005: Sky High – Diese Highschool hebt ab!, als Will Stronghold
- 2007: Die Simpsons – Der Film, als Colin
- 2007: Brave Story, als Wataru Mitani
- 2008: Minutemen – Schüler auf Zeitreise, als Virgil Fox
- 2008: Coraline, als Wyborne ‘Wybie’ Lovat
- 2008: Gomorrha – Reise in das Reich der Camorra, als Ciro
- 2008: Urmel voll in Fahrt, als Urmel
- 2008: Fanboys, als Windows
- 2008: Step Up to the Streets, als Robert Allexander III aka „Moose“ (Adam G. Sevani)
- 2009: Astro Boy – Der Film, als Toby/Astro
- 2010: Step Up 3D, als Robert Alexander III aka „Moose“ (Adam G. Sevani)
- 2011: Harry Potter und die Heiligtümer des Todes – Teil 1, als Lee Jordan
- 2012: LEGO Star Wars – Das Imperium schlägt ins Aus, als Luke Skywalker
- 2012: The First Time – Dein erstes Mal vergisst du nie!, als Simon Daldry (Craig Roberts)
- 2012: Das Geheimnis von Schloss Balthasar, als Euromaus
- 2012: Step Up: Miami Heat, als Robert Alexander III, aka „Moose“ (Adam G. Sevani)
- 2013: My Little Pony: Equestria Girls, als Spike
- 2014: My Little Pony: Equestria Girls – Rainbow Rocks, als Spike
- 2014: Need for Speed, als Finn (Rami Malek)
- 2014: Step Up: All In, als Robert Alexander III aka „Moose“ (Adam G. Sevani)
- 2015: Das Zeitkarussell, als Ed Euromaus
- 2017: Get Out, als Jeremy Armitage (Caleb Landry Jones)
- 2018 Ed & Edda Nachts im Park, als Ed Euromaus
- 2020: Der Unsichtbare, als Marc (Benedict Hardie)
- 2021: Promising Young Woman, als Neil (Christopher Mintz-Plasse)
- 2021: Fear Street – Teil 2: 1978, als Tommy Slater (McCabe Slye)
- 2021: Fear Street – Teil 3: 1666, als Tommy Slater (McCabe Slye)
- 2022: Scream, als Richard „Richie“ Kirsch (Jack Quaid)
- 2023: Scream VI, als Richard „Richie“ Kirsch (Jack Quaid)
- 2023: Oppenheimer, als Richard Feynman (Jack Quaid)

### Serien
- 1997–2001: Disneys Große Pause, als Gus Griswald[5]
- 1999–2000: Voll daneben, voll im Leben, als Sam Weir
- 1999–2001: Eva & Adam, als Adam Kieslowski
- 1999–2003: The Tribe, als K.C.
- 2000: Simsalabim Sabrina, als Harvey Kinkle
- 2000: Billy the Cat, als Billy[5]
- 2000: PB&J Otter – Die Rasselbande vom Hoohaw-See, als Flick[5]
- 2001: Digimon 02, als Izzy
- 2001–2015: Cosmo & Wanda – Wenn Elfen helfen, als Timmy Turner (Staffel 1–9)
- 2002: Detektiv Conan und das Phantom der Baker Street, als „Arche Noah“
- 2002: Typisch Andy!, als Danny Pickett
- 2002: Mucha Lucha, als Ricochet
- 2003: Lizzie McGuire, als Ethan Craft
- 2003: Yu-Gi-Oh!, als junger Marik Ishtar, Noah Kaiba, Kenta
- 2003: Crush Gear Turbo, als Claude Marume
- 2003–2004: Fullmetal Alchemist, als Wrath
- 2003–2009: Teenage Robot, als Sheldon Lee
- 2005: Dora, als Backpack
- 2005: Ed, Edd und Eddy, als Jonny
- 2005: Gundam Seed, als Kuzzey Buskirk
- 2005: Pet Alien, als Tommy Cadle[5]
- 2005: Chrono Crusade, als Chrono
- 2005: LazyTown, als Pixel
- 2005: Invader Zim, als Iggins
- 2006: Power Rangers Mystic Force, als Charlie „Chip“ Thorn
- 2006–2015: American Dad, als Steve Smith (Staffel 1–10)
- 2007: A Kind of Magic: Eine magische Familie, als Tom
- 2008: Death Note, als Near
- 2008–2011: Coop gegen Kat, als Coop
- 2008–2015: Bones – Die Knochenjägerin, als Lance Sweets
- 2009: Yu-Gi-Oh! 5D’s, als Lester
- 2009–2010: Piets irre Pleiten, als Jan
- 2009–2010: Supernatural, als Adam Milligon
- 2010–2012: Beyblade: Metal Fusion, als Gingka Hagane[5]
- 2010–2014: Batman: The Brave and the Bold, als Robin
- 2011: Big Time Rush, als Deke[5]
- 2011–2013: Star Wars: The Clone Wars, als Lux Bonteri (Staffel 3–5)
- 2011–2014: Meine Schwester Charlie, als PJ
- 2011–2015, seit 2017: My Little Pony – Freundschaft ist Magie, als Spike (Staffel 1–4, seit Staffel 7)
- 2012, 2014: Ninjago, als Brad Tudabone (Staffel 2–3)
- 2013: Sanjay & Craig, als Sanjay Patel (Staffel 1)
- 2013: Die Thundermans, als Evan (Staffel 1)
- 2013–2015: Rectify, als Jared Talbot (Staffel 1–2)
- 2014: Silicon Valley, als Nelson „Big Head“ Bighetti (Staffel 1)
- 2014: Julius -Jr., als Sorgenbär
- 2015: Poppy Katz (Fernsehserie), als Eckbert
- 2017: Rapunzel – Die Serie, als Varian
- 2018–2025: Cobra Kai, als Demetri Alexopoulos
- 2021: Monster bei der Arbeit, als Duncan
- 2022: Ms. Marvel, als Kareem / Red Dagger (Aramis Knight)
- 2024: Hazbin Hotel als Angel Dust

## Hörspiele (Auswahl)
- 2014: Bibi und Tina: Das kleine Hufeisen, KIDDINX
- 2015: Theodor Storm: Gruselkabinett 98: Der Schimmelreiter, Titania Medien, ISBN 978-3-7857-5115-2
- 2015: H. P. Lovecraft: Gruselkabinett 100: Träume im Hexenhaus, Titania Medien, ISBN 978-3-7857-5117-6
- 2018: Ducktales Folge 1 – Das Original-Hörspiel zur TV-Serie, Warner Music DE (DuckTales (2017))
- 2020: David Bredel & Florian Fickel: Der Maskierte vom East End (Der junge Sherlock Holmes 1), Floff Publishing/Audible
- seit 2023: Sherlock Holmes Legends als Dr. Watson, Holysoft